# Dejan Matić (glumac)
Dejan Matić Mata (Beograd, 24. februar 1963 — Beograd, 5. februar 2025) bio je srpski glumac i pozorišni umetnik.

## Biografija
Diplomirao je glumu na Fakultetu dramskih umetnosti u Beogradu 1990. godine u klasi Milenka Maričića.
Glumačku karijeru počeo je u pozorištu Atelje 212, u međuvremenu je igrao i u Jugoslovenskom Dramskom Pozorištu, pozorištu Puž, kao i u malom pozorištu Duško Radović gde je bio stalni član od 1993. do 1997. godine. Sa Draganom Jovanovićem i Radetom Markovićem 1991. godine osnovao je pozorišnu trupu T. Kuguar, a 1996. godine i rok sastav Vis The Kuguars sa kojim nastupa u Zvezdara teatru, kao i po zemlji i inostranstvu, sve do 2006. godine kada se sastav raspao. Stalni član Beogradskog dramskog pozorišta postaje 1997. godine.
Od 1997. godine počinje da se bavi ronjenjem, interesuje ga podvodna fotografija i edukacija. Postao je instruktor ronjenja 2006. godine u vodećim svetskim asocijacijama.
Preminuo je 5. februara 2025. godine.

## Uloge
| God.   | Naziv                                                      | Uloga                                                                    |
| ------ | ---------------------------------------------------------- | ------------------------------------------------------------------------ |
| 1980-е |                                                            |                                                                          |
| 1988.  | Zaboravljeni                                               | Kostur                                                                   |
| 1988.  | Šta radiš večeras                                          | Mata                                                                     |
| 1989.  | Drugarica ministarka (serija)                              | Raka                                                                     |
| 1989.  | Balkan ekspres 2 (serija)                                  |                                                                          |
| 1990-е |                                                            |                                                                          |
| 1990.  | Valjevska bolnica                                          | Veličko                                                                  |
| 1991.  | Zaboravljeni (serija)                                      | Kostur                                                                   |
| 1991.  | Prokleta je Amerika                                        |                                                                          |
| 1992.  | Mi nismo anđeli                                            | Policajac                                                                |
| 1993.  | Kaži zašto me ostavi                                       | Prodavac kokica                                                          |
| 1994.  | Ni na nebu ni na zemlji                                    | Buđavi                                                                   |
| 1994.  | Vukovar, jedna priča                                       | Tasovski                                                                 |
| 1995.  | Kraj dinastije Obrenović                                   | Poručnik Ljubomir Vulović                                                |
| 1995.  | Otvorena vrata                                             | Vođa glumačke trupe                                                      |
| 1995.  | Ubistvo s predumišljajem                                   | Vođa studentskog pokreta                                                 |
| 1996.  | Kolibaš                                                    |                                                                          |
| 1996.  | Šovinistička farsa 3                                       | Žorž                                                                     |
| 2000-е |                                                            |                                                                          |
| 2000.  | Сенке успомена                                             | Kondukter                                                                |
| 2001.  | Blizanci                                                   |                                                                          |
| 2002.  | Tajne običnih stvari (serija)                              | Павле                                                                    |
| 2004.  | Crni Gruja 2                                               | Jakov                                                                    |
| 2005.  | Dangube!                                                   | Kiza                                                                     |
| 2007.  | S. O. S. — Spasite naše duše                               | Steva                                                                    |
| 2007.  | Pozorište u kući                                           | Konobar                                                                  |
| 2009.  | Drug Crni u Narodnooslobodilačkoj borbi\|Drug Crni u NOB-u | Četnik Paun / Partizan Kosmajac / Jozef / Agent Derižabić / Majstor Soća |
| 2009.  | Na terapiji                                                | Strahinja                                                                |
| 2009.  | Moj rođak sa sela                                          | Stojan Katanić                                                           |
| 2009.  | Evropa, eh ta Evropa                                       | Bole                                                                     |
| 2017.  | Mamurluci                                                  | Policajac                                                                |

### Pozorišne predstave
- Pod Prešernovom bistom
- Boris Godunov
- Očevi i oci
- Žabar
- Hajde da se igramo
- Valjevska bolnica
- Hamlet
- Poslednji dani čovečanstva
- Pukovnik ptica
- Leons i Lena
- Ćelavca pevačica
- Talični Tom i Daltoni
- Baš Čelik
- Džinovska torta
- Smešna strana istorije
- Džet-set
- Sports
- Smešna strana muzike
- Suparnici
- Rodoljupci
- Amadeus
- Let iznad kukavičjeg gnezda
- Falsifikator
- Anđeli u americi idr.

## Koncerti
- Barutana 1998.
- Srebrno jezero 1998.
- Centralna svečanost planetarne proslave dana mladosti”, Sava Centar, 1999
- Bijeljina 1999.
- Banja Luka 1999.
- Budva 2000.
- Poslednji pokušaj, Sava Centar, 2000.

## Nagrade
- Nagrada za sklonost ka komediji „Sestre Janković“ Fakulteta dramskih umetnosti,
- Pozorišni festival za decu – FESTIĆ, Beograd; Srbija: Nagrada žirija za glumu,
- Šesti Međunarodni festival podvodnog filma, Beograd; Srbija: Posebna nagrada žirija,
- Šesti Međunarodni festival podvodnog filma, Kotor; Crna Gora: Druga nagrada; Srebrni delfin.

## Spoljašnje veze
- Dejan Matić na sajtu  (jezik: engleski)
- Životna drama poznatog glumca („Blic”, 26. decembar 2015)